# Coweta
Coweta é uma cidade localizada no estado norte-americano de Oklahoma, no Condado de Wagoner.

## Demografia
Segundo o censo norte-americano de 2000, a sua população era de 7139 habitantes.
Em 2006, foi estimada uma população de 8675, um aumento de 1536 (21.5%).

## Geografia
De acordo com o United States Census Bureau tem uma área de
19,9 km², dos quais 19,6 km² cobertos por terra e 0,3 km² cobertos por água.

## Localidades na vizinhança
O diagrama seguinte representa as localidades num raio de 20 km ao redor de Coweta.